# Мачадо, Антонио
Анто́нио Мача́до Руис (исп. Antonio Machado Ruiz, 26 июля 1875, Севилья — 22 февраля 1939, Кольюр, деп. Восточные Пиренеи, Франция) — испанский поэт «поколения 1898 года», драматург, мыслитель-эссеист. Автор сборников стихов «Одиночества, галереи и другие стихотворения» (1907), «Поля Кастилии» (1912), «Новые песни» (1924), циклов «Апокрифический песенник Абеля Мартина» и «Апокрифический песенник Хуана де Майерны». Всё это Мачадо собрал в одной книге, «Полное собрание стихотворений», которая при его жизни выходила в четырёх редакциях.

## Биография
Родился в профессорской семье с давними либеральными традициями, отец — известный собиратель и издатель народных песен, преданий и поговорок, дед — родоначальник исследований памятников доисторической эпохи на Пиренейском полуострове, основатель журнала «Философское, литературное и научное обозрение». В 1883 году семья переселилась в Мадрид, Антонио поступил в Свободный институт образования, затем — в Институт Сан-Исидро, прилежностью не отличался и диплом получил только в 1900 году. В 1899 году полгода жил в Париже, куда попал в разгар «дела Дрейфуса».
Регулярно публиковать стихи в журналах Мачадо начал с 1902 года, тогда же познакомился с лидером испаноязычного «модернизма» (не путать с этим словом в его общеевропейском употреблении) Рубеном Дарио, который отнесся к нему с глубокой симпатией. Первая книга лирики Мачадо вышла в 1903 году, одновременно с «Грустными напевами» Хуана Рамона Хименеса, — оба сборника положили начало испанской поэзии нового века.
Позднее поэт много лет преподавал в провинции: в 1907—1912 — в Сории (где нашел, а через два года потерял жену, скончавшуюся от скоротечного туберкулеза), в 1912—1919 — в Баэсе, в 1919—1931 — в Сеговии. В 1927 году избран в Королевскую Академию. С падением диктатуры Примо де Риверы и установлением Республики Мачадо в 1932 году вернулся в Мадрид, преподавал в университете. В период Гражданской войны активно поддерживает республиканцев. В 1937 году Антонио Мачадо был одним из авторов сценария короткометражного фильма Хусто Лаваля «Федерико Гарсиа Лорка». По мере приближения фронта поэта с его престарелой матерью и семьёй одного из братьев перевозят в Валенсию, затем в Барселону. В июле 1937 принял участие во Втором Международном конгрессе писателей в защиту культуры. В 1939 году Мачадо был вынужден покинуть страну, 28 января он вместе с толпой беженцев пешком перешел испано-французскую границу, а меньше чем через месяц скончался (спустя несколько дней умерла и мать).

## Творчество
Дебютировав как один из приверженцев поэтики испаноязычного модернизма, Мачадо отличался от большинства соратников тесной связью с народной песенной традицией (циклы «Пословицы и песенки» в его сборниках «Поля Кастилии» и «Новые песни», эпический романс «Земля Альваргонсалеса»), остро личностным переживанием стихии времени (он находил много близкого себе в философии Анри Бергсона, которого внимательно читал и лекции которого слушал в Париже), пониманием «изначальной гетерогенности» бытия и авторского «я» поэта, в чем образцом для него всегда оставался Шекспир. Еще во второй половине 1910-х годов у Мачадо начал складываться замысел антологии сочинений нескольких выдуманных им лириков, эссеистов и философов со своими именами и биографиями (параллельно и независимо от Мачадо такую галерею гетеронимов создает в Португалии Фернандо Пессоа). Изо всех этих масок наиболее устойчивыми стали две — апокрифического преподавателя Хуана де Майрены (десятилетием старше самого Мачадо) и его столь же апокрифического наставника Абеля Мартина, будто бы умершего в роковом для Испании 1898 году. Стихи, написанные от имени Абеля Мартина (цикл «Песни к Гиомар», поэма «Обрывки бреда, сна и забытья», «Смерть Абеля Мартина», «Иные времена»), — вершина зрелой лирики Мачадо. В сборнике поучений, изречений и воспоминаний Хуана де Майрены Мачадо развил своеобразный вариант философии, отчасти близкий к экзистенциализму (экзистенциализму скорее Унамуно, чем Хайдеггера), причем изложил её в антидогматической форме постоянного собеседования, переспрашивания и сомнения: «Неуверенность, ненадежность, недоверие — вот, пожалуй, наши единственные истины», — подытоживает Майрена (Избранное, с. 254). Альбер Камю собирался написать драму на основе книги «Хуан де Майрена» и поставить её в театре.
Пьесы Антонио Мачадо, написанные в соавторстве с братом Мануэлем Мачадо, не раз ставились на сцене и были экранизированы.

## Произведения
- Soledades / Одиночества (1903)
- Soledades. Galerías. Otros poemas / Одиночества. Галереи. Другие стихотворения (1907)
- Campos de Castilla / Поля Кастилии (1912)
- Nuevas canciones / Новые песни (1924)
- La tierra de Alvargonzález / Земля Альваргонсалеса(1933)
- Juan de Mairena (Sentencias, donaires, apuntes y recuerdos de un profesor apócrifo) / Хуан де Майрена. Изречения, шутки, замечания и воспоминания апокрифического профессора (1936)
- La Guerra / Война (1937)
- La tierra de Alvargonzález y Canciones del Alto Duero / Земля Альваргонсалеса. Песни верховий Дуэро (1938)

## Сводные издания
- Los complementarios / Domingo Ynduráin, ed. 2 vols. Madrid: Taurus, 1972 (записные книжки).
- Poesías completas. Madrid: Espasa-Calpe, 1989.
- Prosas completas. Madrid: Espasa-Calpe, 1989.
- El fondo machadiano de Burgos. Los papeles de Antonio Machado. 2 vols. Burgos: Institución Fernán González, 2004 (архивные документы).

## Публикации на русском языке
- Избранное. М., 1958.
- Избранная лирика. — Пер. с испан.; Вступит. стат. М. Самаев. — М.: Молодая гвардия, 1969. — 64 с.; 50 000 экз. (Избранная зарубежная лирика)
- Избранное. М.: Художественная литература, 1975.
- Испанские поэты XX века. М.: Художественная литература, 1977, с. 153—314 (Библиотека всемирной литературы) =
- Жемчужины испанской лирики. М.: Художественная литература, 1984.
- О защите и распространении культуры// Называть вещи своими именами. М., 1986
- [Стихи разных лет]//Иностранная литература, 1990, № 3
- Строфы века — 2. Антология мировой поэзии в русских переводах XX века М.: Полифакт, 1998.
- Из книги «Хуан де Майрена»// Иностранная литература, 2002, № 6, с.251-264
- Полное собрание стихотворений, 1936 г. СПб: Наука, 2007 (Литературные памятники)
- Стихи on line

## О писателе
- Serrano Poncela S. Antonio Machado, su mundo y su obra. Buenos Aires: Editorial Losada, 1954.
- Zubiría R. de. La poesía de Antonio Machado. Madrid: Gredos, 1955.
- Tuñón de Lara M. Antonio Machado. Paris: Seghers, 1960.
- Albornoz A. de. La presencia de Miguel de Unamuno en Antonio Machado. Madrid: Gredos, 1968.
- Gutiérrez Girardot R. Poesía y prosa en Antonio Machado. Madrid: Guadarrama, 1969.
- Gullón R. Una poética para Antonio Machado. Madrid: Gredos, 1970.
- Antonio Machado. Ed. R. Gullón, A. Phillips. Madrid: Taurus, 1973.
- Aguirre J. M. Antonio Machado, poeta simbolista. Madrid: Taurus, 1973.
- Sánchez Barbudo A. El pensamiento filosofico de Antonio Machado. Madrid: Guadarrama, 1974.
- Luis L. de. Antonio Machado, ejemplo y lección. Madrid: Sociedad General Española de Librería, 1975.
- Cano J. L. Antonio Machado. Biografía ilustrada. Barcelona: Destino, 1975.
- Barjau E. Antonio Machado: Teoria y practica del apocrifo. Barcelona: Ariel, 1975.
- Cerezo Galán P. Palabra en el tiempo. Poesia y filisofia en Antonio Macado. Madrid: Gredos, 1975.
- Sesé B. Antonio Machado (1875—1939). El hombre, el poeta, el pensador. Madrid: Gredos, 1980.
- Carpintero h. Antonio Machado en su vivir. Soria: Centro de Estudios Sorianos, 1989.
- Antonio Machado, hoy. 4 volúmenes. Sevilla: Alfar, 1990.
- Gil Novales A. Antonio Machado. Madrid, Ediciones del Orto, 1992.
- Antonio Machado hacia Europa. Pablo Luis Avila, ed. Madrid: Visor, 1993.
- González A. Antonio Machado. Madrid: Alfaguara, 1999.
- Doménech J. (coord.), Hoy es siempre todavía. Curso internacional sobre Antonio Machado. Sevilla, Renacimiento, 2006.
- Gibson I. Ligero de equipaje (La vida de Antonio Machado). Madrid: Aguilar, 2006.
- Григорьев В. П. Антонио Мачадо (1875—1939). М.: Наука, 1971
- Элизабета Левин. Селестиальные близнецы. — М.: Амрита-Русь, 2006. — 560 с. :илл. ISBN 5-94355-445-9. — С. 260—296
- Тертерян И. Испытание историей: Очерки испанской литературы XX в. М.: Наука, 1973, с.218-257.
- Столбов В. Антонио Мачадо (эскиз к портрету)// Мачадо А. Избранное. М.: Художественная литература, 1975, с.3-20.
- Антонио Мачадо: Биобиблиогр. указ./ Сост. и вступ. ст. В. Г. Гинько. М.: Книга, 1979.
- Эренбург И. Антонио Мачадо// Эренбург И. Люди, годы, жизнь. Т. 2. М.: Советский писатель, 1990.
- Дубин Б. «Нет лирики без диалога» [о книге «Хуан де Майрена»] // Он же. На полях письма. М.: Emergency Exit, 2005.